# Beginenhof Breda

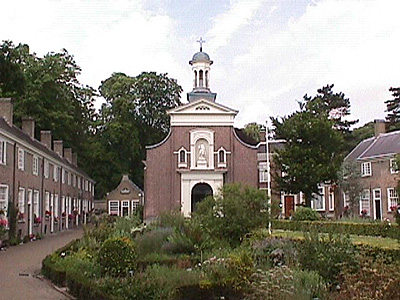
Beginenhof Breda

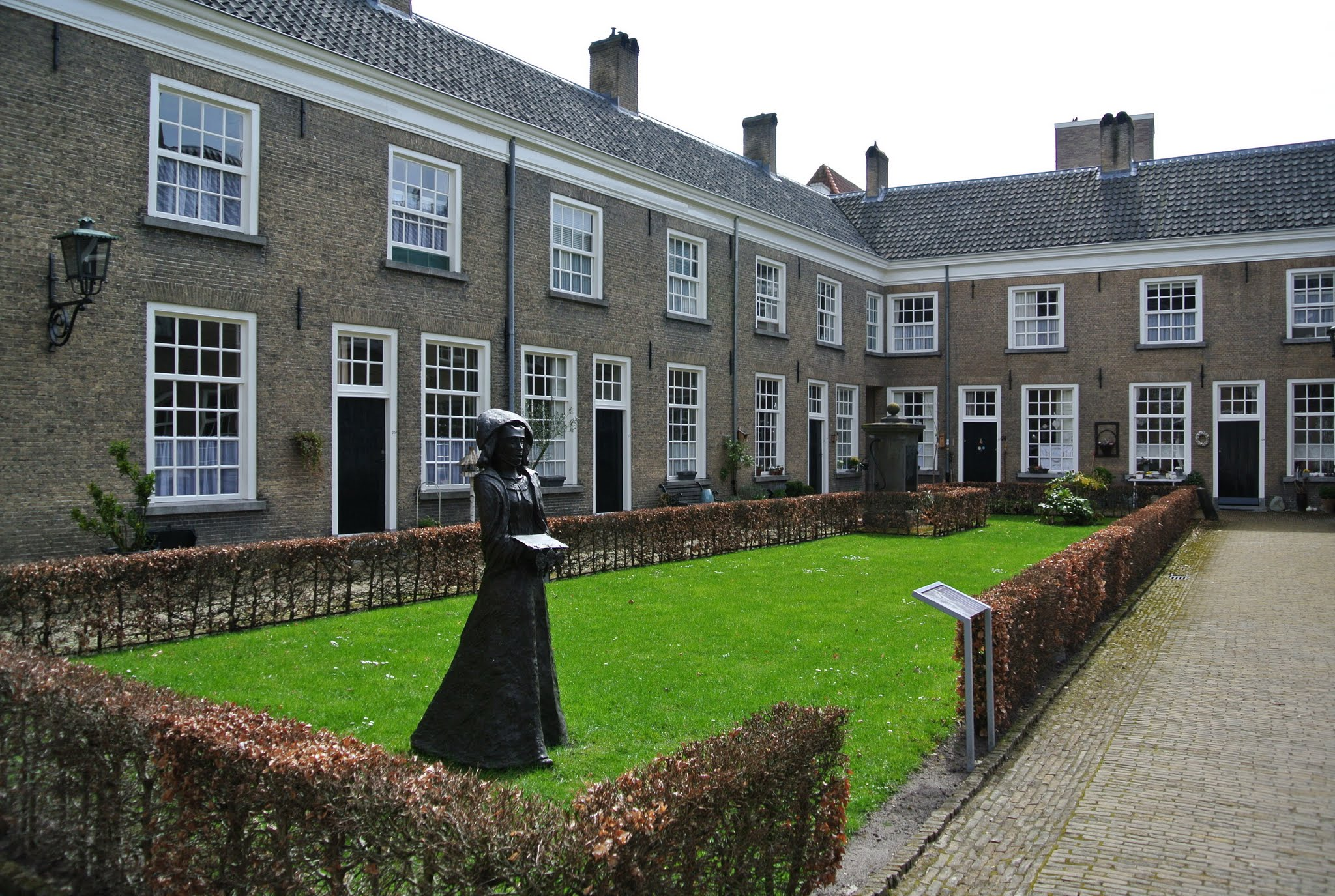
Häuser im Beginenhof Breda

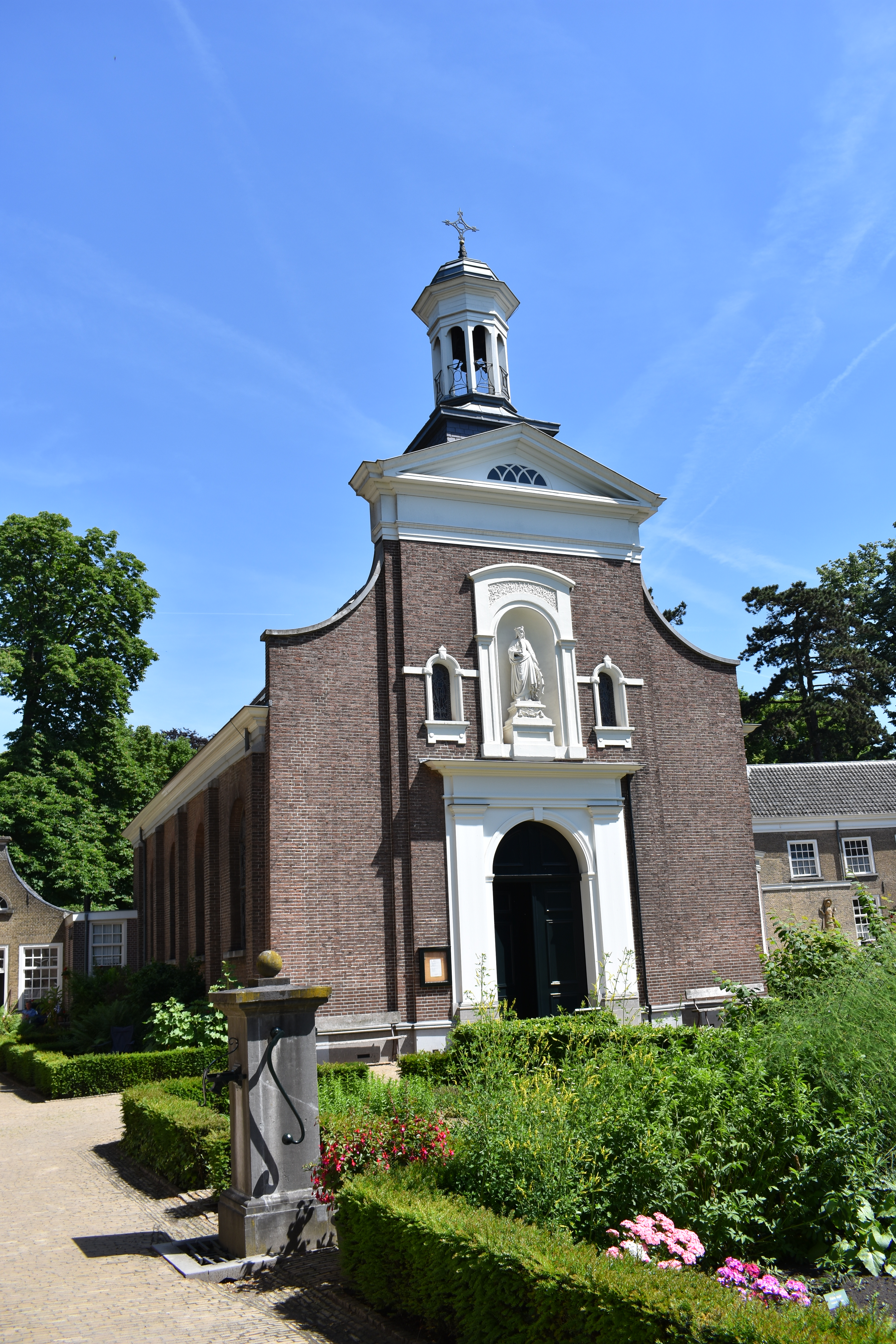
Beginenhofkirche

Der Beginenhof (niederländisch Begijnhof Breda) ist ein ummauerter Komplex von Häusern und einer kleinen Kirche im Zentrum von Breda (Provinz Nordbrabant). Die 29 Häuser sind auf zwei Höfe verteilt und gruppieren sich um einen Kräutergarten. Es gibt auch eine Skulptur mit zwei Beginen im Gespräch. Der Hof befindet sich in der Nähe von Park Valkenberg.

## Geschichte
Seit Ende des 12. Jahrhunderts waren die Beginen eine Bewegung frommer katholischer Frauen, die ein Leben der Besinnung und des Gebets in Keuschheit führen wollten. Sie legten kein Gelübde der ewigen Treue und Armut ab wie Ordensfrauen. Die Beginen waren meist adliger Herkunft. Die Bewegung entstand in der Diözese Lüttich und bald entstanden überall in Europa Beginengemeinschaften. In Breda entstand wahrscheinlich um 1240 eine Beginengemeinschaft. Am 22. März 1267 schenkten Hendrik V. van Schoten und seine Frau Sofia van Berthout das Land, auf dem der Beginenhof von Breda errichtet worden war, der Beginengemeinschaft, damit diese einen eigenen Beginenhof mit Kirche und Friedhof errichten konnte. Im Jahr 1270 bestätigte der Bischof von Lüttich, dass diese Gemeinschaft eine eigene Kirche und einen eigenen Friedhof haben durfte. Zwischen 1275 und 1325 wurde eine einfache Holzkapelle gebaut.
Der mittelalterliche Beginenhof befand sich neben dem heutigen Kasteelplein in der Nähe von Schloss Breda, der heutigen Königlichen Militärakademie (KMA). Seine Fundamente wurden in den 1990er Jahren freigelegt und untersucht. Der mittelalterliche Beginenhof war eingefriedet, verfügte über eine Kirche mit ummauertem Friedhof, ein Hauptgebäude, drei Wohnhäuser, ein Hospital (1334) und ein Freigelände. Die erste hölzerne Kapelle wurde später durch eine steinerne Hallenkirche mit einem rechteckigen Chor ersetzt. Diese Kirche wurde um 1500 abgerissen, woraufhin an derselben Stelle eine neue Steinkirche mit Apsis und Treppenturm entstand. Diese Kirche wurde der heiligen Katharina geweiht. Aus dieser Kirche sind eine Eichenstatue (um 1520) und ein kupfernes Prozessionskreuz erhalten geblieben, diese Kirche bestand jedoch nur drei Jahrzehnte lang.
1525 beschloss Graf Hendrik III. von Nassau-Breda, Herr von Breda, das Schloss Breda zu einem Renaissancepalast auszubauen. Der mittelalterliche Beginenhof musste dem weichen. Die Beginen, angeführt von den Oberinnen Katherijn Jansdochter Marcelissen und Cornelia Dornincx, lehnten diesen erzwungenen Umzug jedoch zunächst ab, woraufhin jahrelange Verhandlungen folgten. Im Jahr 1531 wurde mit Zustimmung des Bischofs von Lüttich eine Vereinbarung über die Verlegung des Beginenhofs an seinen heutigen Standort in der Catharinastraat getroffen, die auch vorsah, dass der Beginenhof fortan unter dem persönlichen Schutz der Familie von Nassau stehen sollte. Als Gegenleistung für eine Zahlung von 600 Gulden zogen die Beginen 1535 an ihren heutigen Standort. Hier hatten sie Zugang zur St. Wendelinus-Kapelle. Der ursprüngliche mittelalterliche Komplex wurde 1535 abgerissen.
Nach der Einnahme von Breda durch die Republik der Sieben Vereinigten Provinzen am 4. März 1590 gerieten die Beginen in einen Rechtsstreit mit dem neuen Gouverneur Charles de Héraugière, seiner späteren Witwe und seinen Nachkommen. Der Grund dafür war der Bau einer Trennmauer und eines Weges durch den Beginenhof. Der Streit endete mit der Eroberung von Breda durch die Spanier im Jahr 1625.
Dank des Schutzes des Hauses Oranien-Nassau, der 1531 gewährt wurde, genoss der Beginenhof auch nach der Reformation den Schutz dieser Familie und war praktisch die einzige katholische Einrichtung in der Stadt, die weiterbestehen durfte. In den Jahren 1590 und 1637 wurde die Kapelle jedoch beschlagnahmt und in eine wallonische Kirche umgewandelt. Die Beginen durften jedoch weiterhin in dieser Kirche begraben werden. Nach dem Verschwinden der Kapelle bauten die Beginen zwei Häuser an der Nordseite des Beginenhofs zu einer provisorischen Kirche um. Diese provisorische Kirche wurde nach 1648 erweitert und sollte bis ins neunzehnte Jahrhundert hinein bestehen.
In den Jahren 1731 und 1739 durften die Beginen aufgrund eines Dekrets der Generalstaaten keine Novizen mehr aufnehmen. Dies bedrohte den Fortbestand des Beginenhofs. Aufgrund der Kapitulationsbedingungen bei der Eroberung von Breda durch das Staatsheer Friedrich Heinrichs im Jahr 1637 beschloss der Statthalter Wilhelm IV. im Jahr 1747, dass die Situation vor 1625 wiederhergestellt werden musste und dass die Beginen wieder Novizen aufnehmen durften.
Ab 1829 wurden die Beginen auf einem eigenen Friedhof auf dem Friedhof von Zuylen beigesetzt.
Im 19. Jahrhundert verbesserte sich die Lage der Katholiken und sie erhielten die Erlaubnis, wieder eigene Kirchen zu bauen. Willem van Zon errichtete in den Jahren 1836–1838 die heutige St.-Katharinen-Kirche, ein kleines Gebäude im klassizistischen Stil. Dennoch war der Beginenhof im 19. Jahrhundert immer noch sehr abhängig von prominenten katholischen Wohltätern aus Breda, darunter F.J. Hoppenbrouwers.
Nach der Wiederherstellung der bischöflichen Hierarchie in den Niederlanden wurde Breda 1853 zu einer eigenen Diözese. Der erste Bischof von Breda, Bischof van Hooydonk, erließ 1855 neue Statuten für die Beginen, wodurch die auserwählte Meisterin ihre historische Stellung als „Oberin“ des Hofes verlor. In den Jahrhunderten zuvor war die von den Beginen demokratisch gewählte Herrin die Verwalterin des gesamten beweglichen und unbeweglichen Vermögens des Beginenhofs gewesen. Zu Beginn des zwanzigsten Jahrhunderts beabsichtigte der Pfarrer des Beginenhofs, der spätere Bischof Petrus Hopmans, den Beginenhof in eine halbkonfessionelle Gemeinschaft umzuwandeln. Er hatte die Satzung zu diesem Zweck 1909 geändert. Trotz des erbitterten Widerstands der Oberin Maria Jansen wurden die Änderungen umgesetzt. Von da an wurden die Beginen als Schwestern angesprochen (vorher war es Fräulein) und ihre Herrin als Oberin.
Ab den 1950er Jahren wurden einige Beginenhöfe einem anderen Zweck zugeführt. So wurde beispielsweise das Haus 49 zum Pfadfinderladen (ab 1959), die Häuser 51 bis 59 wurden von der Katholischen Aktion angemietet und das Haus 47 wurde ab 1952 zum Sekretariat der Schule Mater Amabilis. Außerdem wurde das klassizistische Tor durch ein neues Eingangstor ersetzt. Auch dieses wurde 1980 durch das heutige Eingangstor ersetzt.
In den späten 1970er Jahren wurden in der Wallonischen Kirche archäologische Untersuchungen durchgeführt. Die bei dieser Untersuchung gefundenen Gebeine von Beginen und ihren Seelsorgern wurden in ein Grab in der Kirche umgebettet und mit dem folgenden Text auf dem Grabstein versehen „BEGGINARUM HIC OLIM SEPULTARUM OSSUARIUM“.
Zwischen 1994 und 1996 wurden bei archäologischen Untersuchungen die sterblichen Überreste von 123 Personen gefunden, die zwischen 1267 und 1534 am Ort des ersten Beginenhofs begraben worden waren. Am Mittwoch, dem 7. September 2016, wurden sie in einer neuen, zu diesem Zweck errichteten Gruft im heutigen Beginenhof beigesetzt. Die Inschrift des Grabsteins lautet „HIC OSSUARIUM BEGINARUM C.A. 1267 – 1534“ („Dies ist das Sammelgrab der Beginen und anderer“).
Die letzte Begine von Breda, Cornelia Frijters, starb 1990. Sie war die letzte Begine, die auf dem Friedhof von Zuylen begraben wurde.
Im Jahr 2017 feierte der Beginenhof Breda sein 750-jähriges Bestehen mit zahlreichen Aktivitäten. Die juristische Person, die den Beginenhof derzeit verwaltet, ist immer noch dieselbe, die im Jahr 1267 als Begünstigte fungierte. Es ist der älteste noch existierende Beginenhof als Rechtsperson in Europa.

## Beginenhofkirche St. Katharina
Im Jahr 1836 erhielt der damalige Pfarrer Willem van Zon die Genehmigung zum Bau einer Kirche. Die St.-Katharinen-Kirche wurde von dem Oosterhouter Architekten Van der Aa entworfen und in den Jahren 1836–1838 erbaut. Das Gebäude ist eine einschiffige Backsteinkapelle im klassizistischen Stil mit 69 Sitzplätzen. Am 25. Juli 1838 wurde die Kirche durch den apostolischen Administrator J. van Hooydonk (ab 1853 Bischof von Breda) geweiht.
Das Kirchengebäude ist auf einem rechteckigen Grundriss mit fünf Jochen und einer Apsis errichtet. Es hat eine Hauptfassade mit einem Giebel und einem darüber liegenden Satteldach. In der Hauptfassade befindet sich eine Nische mit einer Statue der Heiligen Katharina. Die Fassaden sind mit Rundbogenfenstern und Pilastern verziert.
In den Jahren 1888–1891 wurden zwei Fenster mit Glasmalereien der beiden Schutzheiligen hinzugefügt: St. Katharina und St. Begga. Außerdem gibt es drei Fenster, die dem Leben der Heiligen Begga gewidmet sind.

## Gebäude
Die folgenden Gebäude gehören zum Beginenhof:
- Prinsenpoort, das ursprüngliche Haupttor. Im Jahr 1544 wurde das Haupttor in die Catharinastraat verlegt. Hier wurde ein Wachhaus mit einem schmalen Tor, dem Valkenberger Tor, errichtet. Im Jahr 1896 wurde das Tor durch eine Erweiterung geschlossen.
- Die Häuser mit Nummern 31 bis 43, sind die ersten Häuser, die 1535 gebaut wurden. Es folgten die Nummern 63 bis 73. Ein Beginenhaus bestand aus zwei Räumen, einem Vorraum und einem Keller im Erdgeschoss. In der Mitte des 18. Jahrhunderts wurde ein Stockwerk aufgesetzt.
- Das Haus der Küsterin. Die Küsterin war für die Kirche und die Sakristei zuständig. Sie kümmerte sich um die Vorbereitung der Messe und die Pflege der Messgewänder und der Kirchenwäsche. Ab dem zwanzigsten Jahrhundert wurden dort neben der täglichen Messe auch Hochzeiten und Beerdigungen begangen.
- Die Toiletten von 1856. Es gab vier Toilettenplätze. Die Beginen holten das Spülwasser aus der Pumpe. Sie blieben bis in die 1970er Jahre in Betrieb, als die Häuser mit Wasserleitungen und Toiletten ausgestattet wurden. Jetzt werden dort die Samen für den Kräutergarten gelagert.
- Die Hexenkugel. Diese verspiegelte Glaskugel auf einem Eisenständer steht dort vom Fest der Heiligen (11., 12. und 13. Mai) bis Allerseelen (2. November). Man glaubte, dass eine Hexe ihre Magie verlieren würde, wenn sie ihr eigenes Spiegelbild sieht. Außerdem könnten Hexen durch einen Spiegel entlarvt werden, da sie kein Spiegelbild hätten. Die Hexen seien darüber so schockiert, dass sie für immer verschwinden würden. Der Grund, warum die Hexenkugel in den Beginenhof gebracht wurde, ist unklar, möglicherweise wegen ihrer präventiven Wirkung oder als stilles Mahnmal für die Frauen, die vom dreizehnten bis zum neunzehnten Jahrhundert als „Ketzerinnen“ oder „Hexen“ verurteilt und auf grausame Weise getötet wurden. Infolgedessen starben auch mehrere Beginen auf den Scheiterhaufen.
- Der Zweite Hof. In den Jahren 1825–1859 traten 43 neue Beginen bei. Ein zweiter Hof mit neun Häusern wurde gebaut. In der Verlängerung des heutigen Pfarrhauses steht eine Madonnenstatue von Lou Manche.
- Der Kräutergarten. In der Vergangenheit könnte es eine Verpflichtung zum Anbau von Heilkräutern gegeben haben. Später wurden hier Rosen gepflanzt. Im Jahr 1970 wurde der Kräutergarten in seiner ursprünglichen Anlage wiederhergestellt und besteht aus 20 Abteilungen mit über 300 Kräutern.
- Das Bleichfeld und die Wäscherei. Im Jahr 1970 wurde die Wiese, auf der die Beginen ihre Wäsche trockneten, wiederhergestellt. Nach 1855 wuschen sie die Wäsche für die Pfarrkirchen. Im Jahr 1842 wurde ein Spül- und Waschhaus mit einer Hartsteinpumpe errichtet.
- Die Krankenstation (Pflegeheim) und die Hauskirche.
- Das Haus der Oberin. Alle drei Jahre wählten die Beginen eine Oberin. Sie sorgte dafür, dass die Vorschriften eingehalten wurden, verwaltete das Anwesen und unterhielt Kontakte zu den Behörden. Die letzte Oberin, Anna Maria Albertina Holtzer, starb im Jahr 1972.
- Das Haus der Novizen. Novizen waren Beginen in der Ausbildung, die hier unter der ständigen Aufsicht der Novizenmeisterin lebten. Sie wurden von ihr ein Jahr lang in das Hofleben eingeweiht. Sie trugen eine schwarze Kopfbedeckung. Seit dem neunzehnten Jahrhundert entscheiden der Pfarrer und die Hofmeisterin gemeinsam über ihre Zulassung.
- Die wallonische Kirche. Um 1440 wurde die gotische St. Wendelinuskapelle von Johanna van Polanen, der Frau des Grafen Engelbrecht I. von Nassau-Siegen, Herr von Breda, gegründet. Wendelinus war ihr persönlicher Schutzheiliger. Ihr Sohn Graf Johann IV. von Nassau vollendete den Bau. Im Jahr 1648 ging die Kirche in den Besitz der wallonischen Gemeinde über. Diese Funktion hat das Gebäude bis heute beibehalten.
- Das Torhaus. In einer Nische der Fassade steht die bronzene Katharinenstatue des Oosterhouter Bildhauers Niel Steenbergen. Die Torwächterin, die in dem kleinen Haus neben dem Tor wohnte, öffnete und schloss das Tor; jede Begine musste sich bei ihr melden. Auch die Miniaturensammlung von Tine Merkx ist hier zu sehen.
- Der Valkenberg. Dies ist der (noch vorhandene) Valkenberg-Park. Der Park, von dem es damals hieß, er sei „kein ausreichend ruhiger Ort für christliche Kinder“, wurde Mitte des 19. Jahrhunderts für die Beginen verboten.

## Museum
Das kleine Beginenhofmuseum von Breda befindet sich in der Catharinastraat 29, einem der Beginenhäuser am Anfang des Beginenhofs.
Hier werden ein Wohnzimmer und eine Küche gezeigt, wie sie früher bei den Beginen üblich waren. Im Obergeschoss beleuchten kleine Ausstellungen Aspekte des Beginenlebens. Außerdem wird das audiovisuelle Programm Brides of Christ über die beiden Beginen De Leeuw und Cornelia Frijters gezeigt.

## Galerie

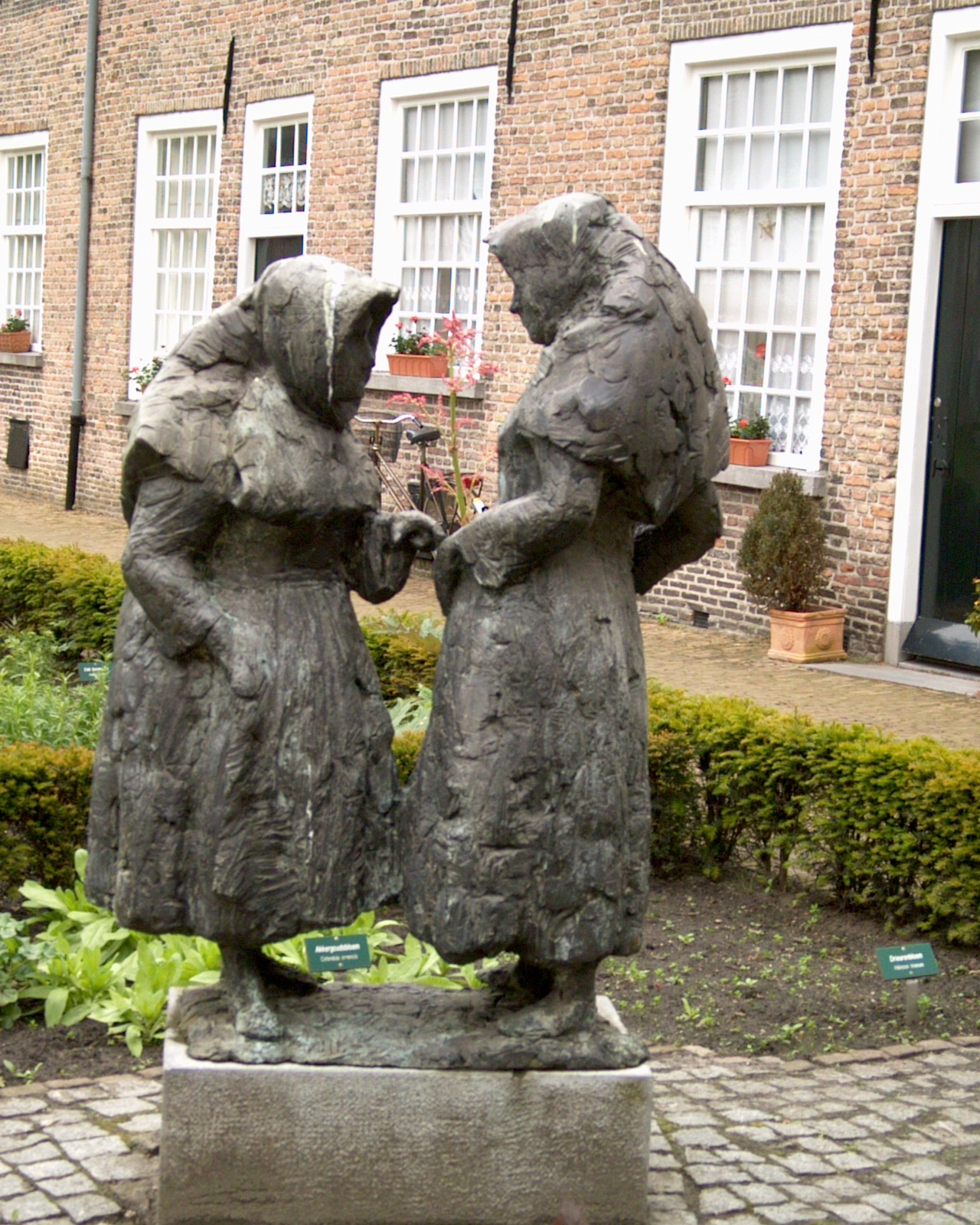
Figurengruppe Zwei Beginen im Gespräch
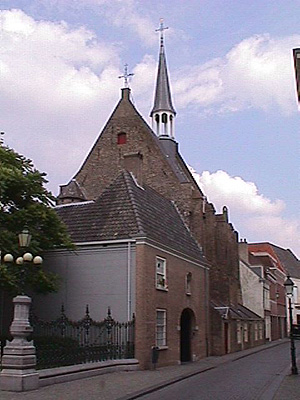
Wallonische Kirche (Breda)
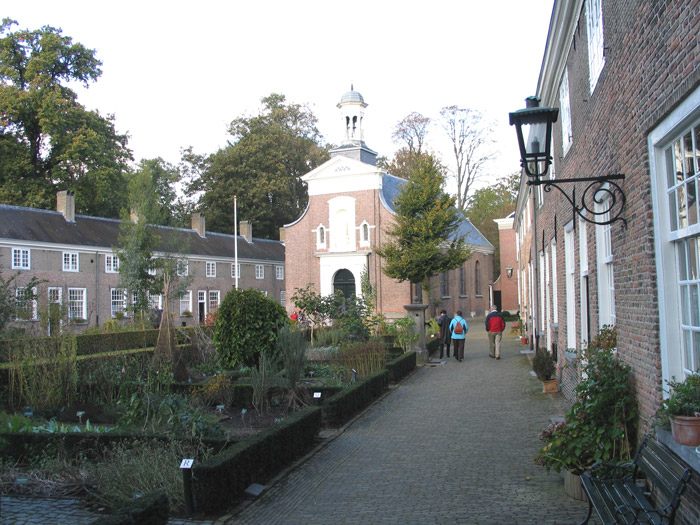
Häuser auf dem Beginenhof von Breda
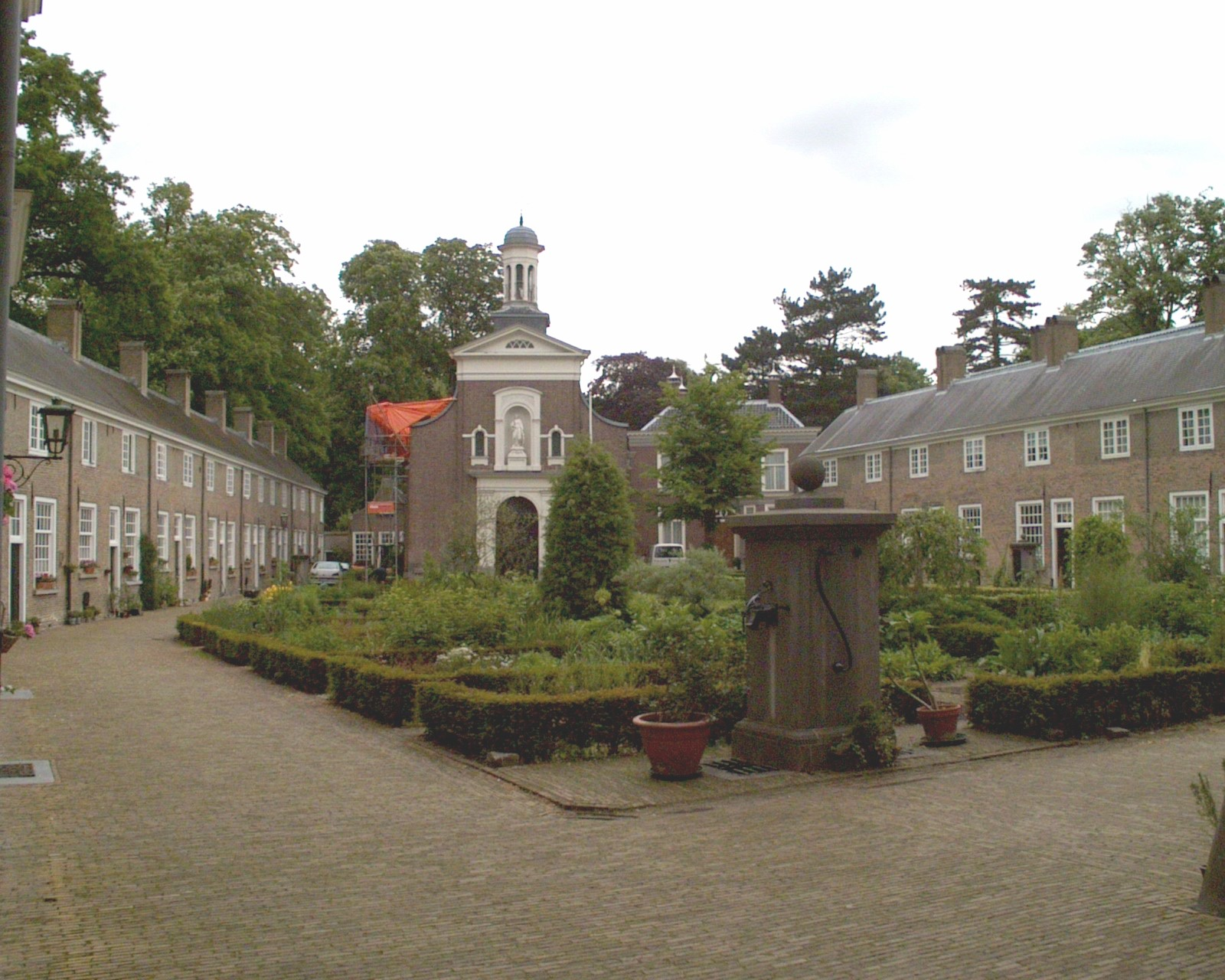
Beginenhof Breda
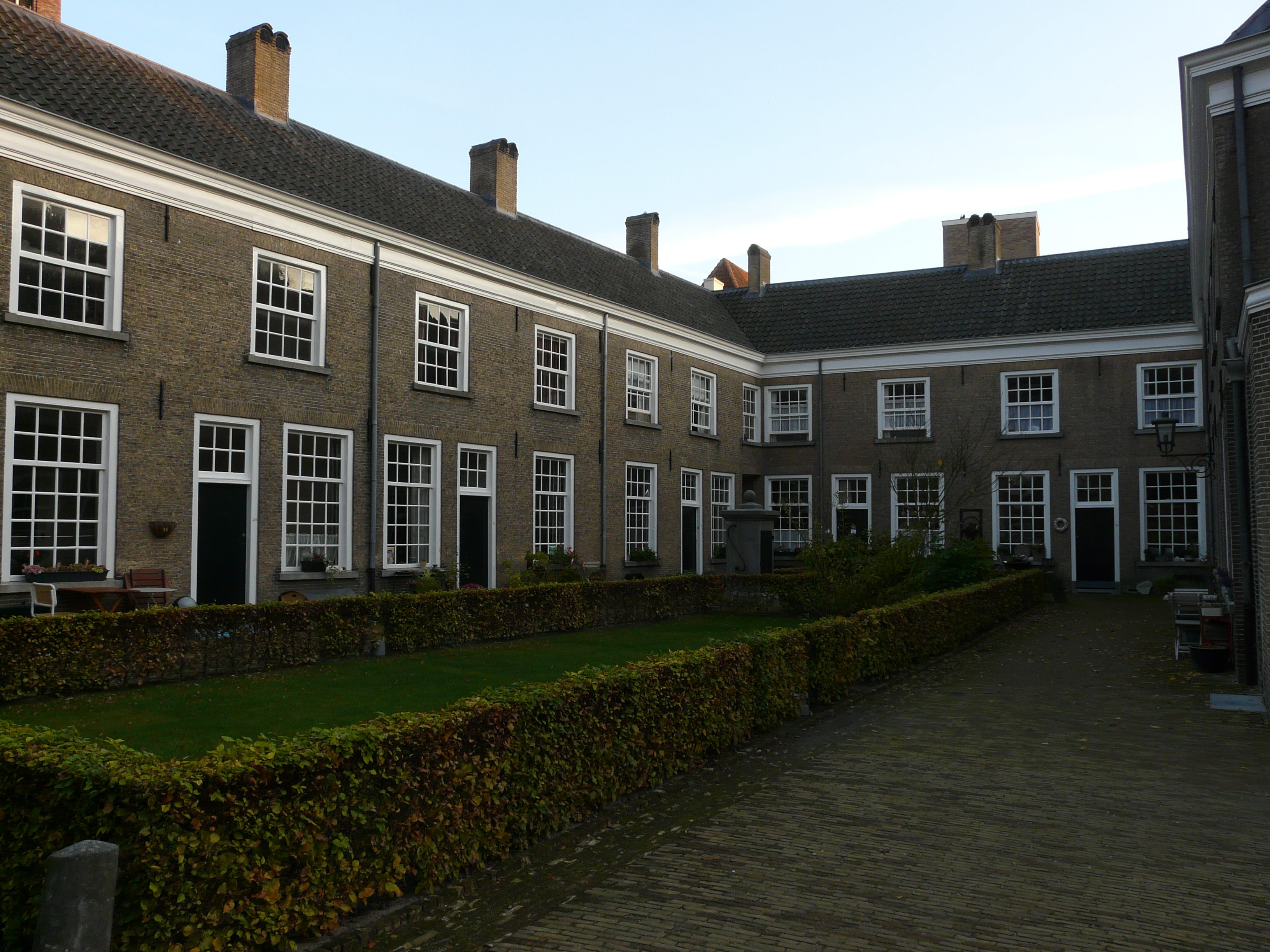
Beginenhäuser
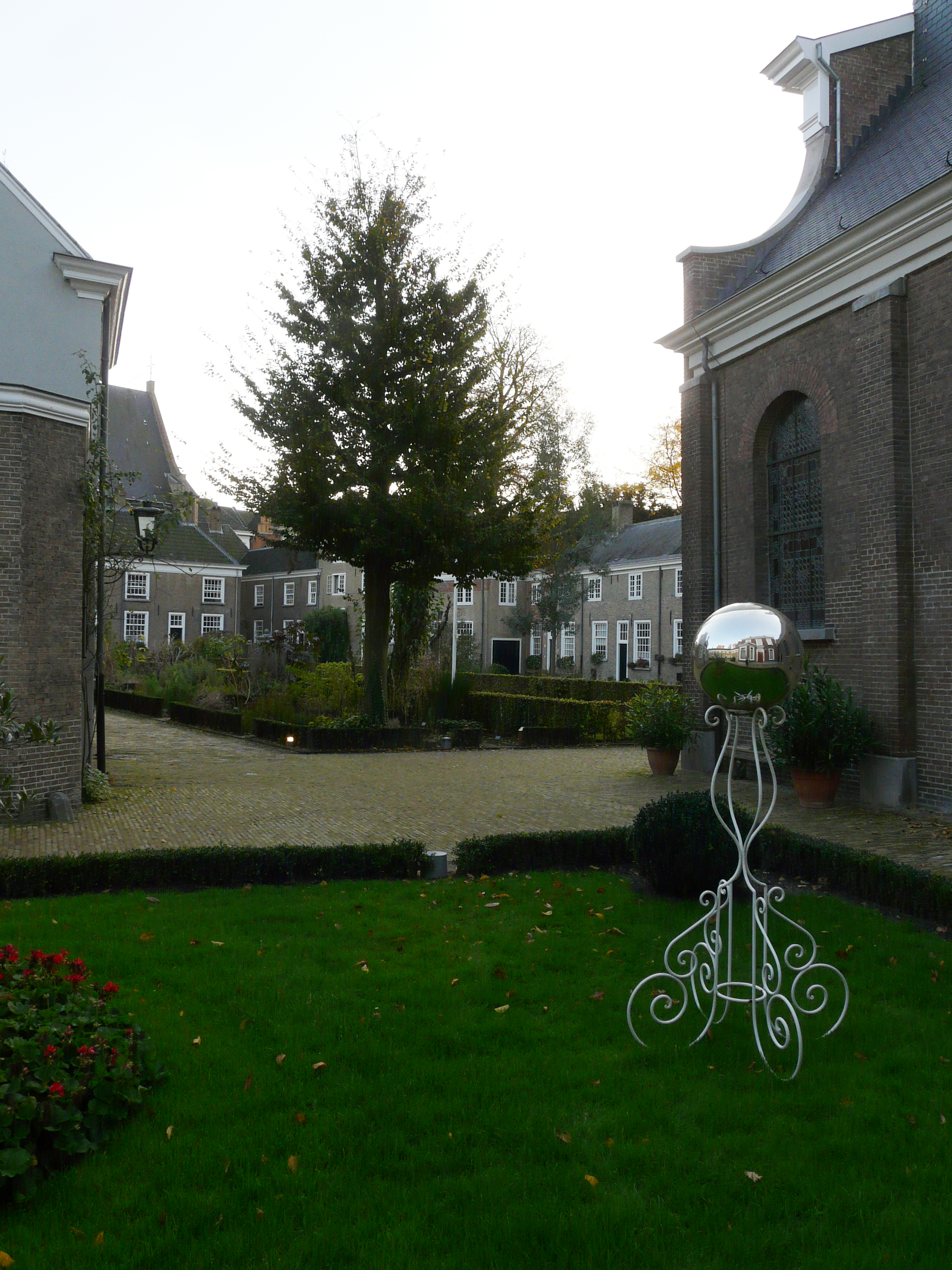
Sogenannte Hexenkugel

## Trivia
- Haus Nr. 47 hat eine auffallend schiefe Tür, weil das Haus im Laufe der Jahre von Setzungen betroffen ist, da es am Rande des alten Stadtkanals gebaut wurde.[7]